# Hans Nicolaus Ris
Hans Nicolaus Ris, född 11 juli 1780 i Helsingborg, död 3 november 1853 i kolera på gården Stigen i Färgelanda socken, var en svensk apotekare och författare.
Hans Nicolaus Ris var son till kyrkoherden Anders Torbjörn Ris. Han var 1795–1800 apotekselev i Helsingborg, avlade 1801 farmacie studiosiexamen i Ystad och vistades därefter ett halvt år i Stockholm. Han flyttade sedan till Danmark, tjänstgjorde där vid olika apotek i landsorten, avlade 1805 farmacieexamen i Köpenhamn och fick 1806 rätt att sätta upp apotek i Skanderborg. Han använde sig dock inte av tillståndet utan gav sig ut på resor, mestadels till fots, genom större delen av Europa. Han upplevde många äventyr under sina resor, bland annat blev han häktad i Danmark misstänkt för spioneri. 1815 återvände han till Sverige och sökte där bli apotekare på sin danska examen, men ansökan avslogs. I stället slog han sig på författarskap, omväxlande med nya resor. Ris medverkade i olika tidningar med såväl poesi som prosa och utgav 1835 sin Res- och lefvernes beskrifning, som han själv sålde under sina resor. Boken har sett som ett känt svensk pekoral, bombastiskt i stilen men även innehållande en mängd komiska inslag.